# Тарасов, Василий Иванович
Васи́лий Ива́нович Тара́сов (7 апреля 1905 — 11 января 1975) — заместитель народного комиссара (наркома) авиационной промышленности с 1942 по 1946. Генерал-майор инженерно-технической службы.

## Биография
Родился в 1905 году в деревне Шаулино, Вязниковского уезда, Владимирской области.
Был батраком, курьером и тянульщиком на заводе, студентом и аспирантом МАИ, инженером, заведующим кафедрой и заместителем главного конструктора, директором авиационных заводов. Был начальником Главного управления учебными заведениями (ГУУЗ) Народного Комиссариата авиационной промышленности (1939—1940), а затем начальником 4-го Главного управления Народного Комиссариата авиационной промышленности (1940—1942). Заместитель Народного Комиссара авиационной промышленности (1942—1946). Директор моторостроительного завода № 16 Народного Комиссариата авиационной промышленности г. Казань (сейчас «Казанское моторостроительное производственное объединение») (1946—1947). Начальник лаборатории ОКБ завода № 117 Министерства авиационной промышленности (г. Ленинград) (1947—1951). Заведовал кафедрой «Проектирование и технология производства двигателей» в Военно-механическом институте в Ленинграде (сейчас Балтийский государственный технический университет «Военмех») (1949—1951). Заместитель Главного конструктора по научно-исследовательской работе завода 117 Министерства авиационной промышленности (г. Ленинград) (1951—1956). Директор завода п/я № 476 Министерства авиационной промышленности (г. Ленинград) (сейчас — СПб ОАО «Красный Октябрь») (1956—1959). Начальник Управления агрегато-приборостроения Ленсовнархоза (г. Ленинград) (1959—1966). Директор организации п/я № 472 Министерства авиационной промышленности (г. Ленинград), Государственной Союзной Конструкторской организации средств контроля и автоматики (1966—1968).
Образование высшее (окончил МАИ в 1932). Член ВКП(б) с 1925. Парторг завода № 24 (г. Москва) с 1937 по 1939.
В 1924 году поступил на рабфак в МВТУ в 1924 (ныне МГТУ имени Н. Э. Баумана). После окончания рабфака в 1928 году стал студентом на аэромеханическом факультете МВТУ. В 1930 году этот факультет был преобразован в Московский авиационный институт. «В 1925 году на механическом факультете в МВТУ (ныне МГТУ) организованно аэромеханическое отделение, а с 1929 года аэромеханический факультет. Постановлением Всесоюзного авиационного объединения ВСНХ СССР 20 марта 1930 года на базе аэромеханического факультета МВТУ организовано Высшее аэромеханическое училище (ВАМУ), названное 23 июля Московским аэромеханическим институтом, а 29 августа новый вуз получил наименование Московский авиационный институт (МАИ)» В 1932 году окончил Московский авиационный институт, факультет моторостроения (в 1945 году переименованный в факультет двигателей летательных аппаратов) по специальности конструктор-моторист, с присвоением квалификации инженера-механика.
Похоронен на Серафимовском кладбище Санкт-Петербурга.

### Послужной список
- 09.1917-12.1919 — Курьер завода быв. Густав Лист (г. Москва — после национализации завод назывался «Завод № 5», «Гидрофильтр», «Красный факел», «Борец»).
- 02.1920-06.1920 — Табельщик фабрики «Роза Люксембург» (ст. Вязники МГХ).
- 06.1920-08.1922 — Батрак деревня Шаулино, Вязниковского района, Владимирской области.
- 08.1922-10.1923 — Безработный.
- 11.1923-09.1928 — Тянульщик завода «Серп и Молот» (г. Москва).
- 09.1928-06.1932 — Студент Московского авиационного института (г. Москва).
- 10.1931-03.1933 — Инженер Центрального Института Авиамоторостроения (г. Москва).
- 03.1933-11.1937 — Научный работник и аспирант Московского авиационного института (г. Москва).
- 09.1937-02.1939 — Парторг ЦК КПСС завода № 24 (г. Москва).
- 02.1939-02.1940 — Начальник ГУУЗа Народного Комиссариата авиационной промышленности (Наркомавиапрома).
- 02.1940-11.1940 — Секретарь парткома Народного Комиссариата авиационной промышленности .
- 11.1940-11.1942 — Начальник 4-го Главного управления Народного Комиссариата авиационной промышленности.
- 11.1942-02.1946 — Заместитель Народного Комиссара авиационной промышленности (Наркомом авиационной промышленности был Шахурин А. И.)
- 02.1946-08.1947 — Директор моторостроительного завода № 16 Народного Комиссариата авиационной промышленности (г. Казань, сейчас «Казанское моторостроительное производственное объединение»)
- 08.1947-06.1951 — Начальник лаборатории ОКБ завода № 117 Министерства авиационной промышленности (г. Ленинград).
- 02.1949-06.1951 — Заведующий кафедрой авиационных двигателей Военно-механического института (г. Ленинград) — Работа по совместительству.
- 06.1951-02.1956 — Заместитель Главного конструктора по научно-исследовательской работе завода 117 Министерства авиационной промышленности (г. Ленинград).
- 02.1956-09.1959 — Директор завода п/я № 476 Министерства авиационной промышленности (г. Ленинград, сейчас — СПб ОАО «Красный Октябрь»).
- 09.1959-02.1966 — Начальник Управления агрегато-приборостроения Ленсовнархоза (г. Ленинград).
- 02.1966-1968 — Директор организации п/я № 472 Министерства авиационной промышленности (г. Ленинград), начальник Государственной Союзной Конструкторской организации средств контроля и автоматики.

### Участие в выборных органах
- 1938—1945 Член пленума МГК КПСС (г. Москва).
- 1938—1940 Член Бюро Сталинского РК КПСС (г. Москва).
- 1940—1941 Член Бюро Ростокинского РК КПСС (г. Москва).
- 1946—1947 Член пленума Горкома КПСС (г. Казань).
- 1957—1959 Член пленума Выборгский РК КПСС (г. Ленинград).
- 1958—1963 Депутат Выборгского и Ждановского райсоветов (г. Ленинград).
- 1963—1965 Депутат Горсовета (г. Ленинград).

## Семейное положение
- Первая жена — Мельникова Анна Ефимовна (26 июня 1909).
- Вторая жена — Тарасова (Павлухина) Клавдия Васильевна (29 марта 1916).
- Дети от первой жены — Тарасов Евгений Васильевич (13 октября 1929) и Тарасов Анатолий Васильевич (05 августа 1933 года).
- Дети от второй жены — Пономарева (Тарасова) Клавдия Васильевна (21 октября 1939) и Кухаренко (Тарасова) Наталия Васильевна (3 декабря 1949)

## Награды
- Орден Ленина (16.09.1945)
- два ордена Трудового Красного Знамени (1943, 1962)
- Орден Красной Звезды (1941)
- Орден «Знак Почёта» (1956)
- медали